# Mount Gudmundson
Mount Gudmundson ist ein 2040 m hoher und hauptsächlich eisfreier Berg in der antarktischen Ross Dependency. In den Cook Mountains ragt er 10 km nordöstlich des Fault Bluff auf.
Der United States Geological Survey kartierte ihn anhand eigener Tellurometervermessungen und Luftaufnahmen der United States Navy aus den Jahren von 1959 bis 1963. Das Advisory Committee on Antarctic Names benannte ihn 1965 nach dem Sprengmeister Julian Peter Gudmundson (1916–2004), der 1957 auf der Station Little America V überwintert und bei der Operation Deep Freeze des Jahres 1961 die Sprengarbeiten für das Fundament des Atomkraftwerks auf der McMurdo-Station vorgenommen hatte.